# Niezwykła podróż Baltazara Kobera
Niezwykła podróż Baltazara Kobera – polski film kostiumowy z 1988 roku w reżyserii Wojciecha Hasa, którego pierwowzorem była powieść Frédéricka Tristana Les Tribulations héroïques de Balthasar Kober. Zdjęcia kręcono w Klęku.

## Nagrody
- 1988 - Janusz Rosół, Gdynia (Festiwal Polskich Filmów Fabularnych)- nagroda za dźwięk[1]